# ExpressVPN
ExpressVPN 是由在英属维尔京群岛注册的公司 Express VPN International Ltd提供的 VPN 服务。该软件作为一种隐私和安全工具进行销售，可对用户的网络流量进行加密并掩盖其 IP 地址。
据报道，2021年9月，该服务有300万用户使用，同样是在2021年9月，ExpressVPN被一家恶意软件分销商Kape Technologies收购。

## 概述
ExpressVPN 已发布适用于 Windows、macOS、iOS、Android、Linux 和路由器的应用程序。  这些应用程序使用 4096 位 CA、AES-256-CBC 加密和 TLSv1.2 来保护用户流量。 可用的 VPN 协议包括 Lightway、OpenVPN（使用 TCP/UDP）、SSTP、L2TP/IPSec 和 PPTP。
该软件还具有称为 MediaStreamer 的智能 DNS 功能，可为不支持它们的设备添加 VPN 功能，以及路由器应用程序，允许在路由器上设置 VPN，绕过不受支持的设备，例如游戏机。 
ExpressVPN 成立于英属维尔京群岛，这是一个对隐私友好的国家，没有数据保留法，是英国的独立法律管辖区。 
ExpressVPN 还开发了泄漏测试工具，使用户能够确定他们的 VPN 提供商在连接到 VPN 时是否泄漏了网络流量、DNS 或真实 IP 地址，例如当从无线互联网连接切换到有线互联网连接时。 

### 服务器
截至2021年8月，ExpressVPN的3000多个服务器网络覆盖了94个国家的160个地点。2019年4月，ExpressVPN宣布他们所有的VPN服务器完全运行在易失性内存（RAM）上，而不是在硬盘上。这是VPN行业中第一个关于这种服务器安全设置的例子，被称为TrustedServer。

### 协议
ExpressVPN所支持的连接协议如下
| 协议名称   | 支持情况         |
| ---------- | ---------------- |
| Lightway   | 适用于所有服务器 |
| OpenVPN    | 适用于所有服务器 |
| L2TP/IPSec | 适用于部分服务器 |
| IPsec      | 适用于所有服务器 |
| IKEv2      | 适用于所有服务器 |
| PPTP       | 适用于部分服务器 |

Lightway是ExpressVPN的开源VPN协议。它类似于WireGuard协议，但使用wolfSSL加密来提高嵌入式设备（如路由器和智能手机）的速度。它不在操作系统的内核中运行，但是是轻量级的，以支持审计。据报道，它的速度是OpenVPN的两倍，并支持TCP和UDP。

## 争议和相关新闻
2016年1月14日，ExpressVPN被前谷歌信息安全工程师Marc Bevand批评为使用弱加密。Bevand在使用该服务测试中国长城防火墙的强度后发现，只有1024位RSA密钥被用来加密该服务的连接。 他将ExpressVPN描述为 "中国三大商业VPN供应商之一"，并断言中国政府将能够利用RSA密钥来监视用户。  2月15日，Bevand更新了他的批评，并指出该公司向他报告，已改用更安全的4096位RSA密钥。
2017年7月，ExpressVPN在一封公开信中宣布，苹果已从其在中国的App Store中删除了所有VPN应用程序，这一消息后来被《纽约时报》和其他媒体所采用。为了回应美国参议员的问题，苹果表示，应中国政府的要求，苹果于2017年从中国的App Store中删除了674个VPN应用，ExpressVPN也因此被迫下架。
2017年7月12日，ExpressVPN因俄罗斯驻土耳其大使安德烈-卡尔洛夫被暗杀的调查而成为关注的焦点。土耳其调查人员查获了一台ExpressVPN服务器，他们说这台服务器被用来删除刺客的Gmail和Facebook账户的相关信息。 土耳其当局无法找到任何日志来帮助他们的调查，该公司说这验证了它的说法，即它没有存储用户活动或连接日志，并补充说："虽然像VPN这样的安全工具可能被滥用于非法目的是不幸的，但它们对我们的安全和维护我们的在线隐私权至关重要。ExpressVPN从根本上反对任何安装‘后门’的努力，或政府试图以其他方式破坏这种技术。"同样在12月，ExpressVPN在GitHub上发布了开源的泄漏测试工具。
2019 年 12 月，ExpressVPN 成为 VPN Trust Initiative 的创始成员，这是一个消费者在线安全倡导组织。
2020年5月，该公司发布了其为ExpressVPN开发的名为Lightway的新协议，旨在提高连接速度并降低功耗。 10月，耶鲁大学隐私实验室创始人Sean O'Brien （页面存档备份，存于）加入ExpressVPN数字安全实验室，在隐私和网络安全领域开展原创研究。
2021年9月13日，据报道，ExpressVPN已被Kape Technologies收购，这是一家在伦敦证券交易所上市的数字隐私和安全公司，经营其他三种VPN服务：Private Internet Access、CyberGhost和ZenMate。基于Kape Technologies制作广告软件工具的历史，这引起了人们的关注。在收购时，据说ExpressVPN拥有超过300万用户。 ExpressVPN在2021年9月宣布，他们将与现有的Kape品牌保持独立的服务。
2021年9月14日，美国司法部发布声明，称ExpressVPN首席信息官Daniel Gericke在加入公司之前，曾在没有美国政府有效出口许可证的情况下帮助阿拉伯联合酋长国入侵计算机（包括激进分子的计算机）。作为延期起诉协议的交换条件，他同意支付33.5万美元的罚款，他的安全许可也被取消。
2021年9月16日，棱镜计划曝光者爱德华·斯诺登在其个人社交账户Twitter上呼吁谨慎使用ExpressVPN 。 
2021年12月， 根据报道，电子前沿基金会（EFF）对间谍软件制造商DarkMatter以及三名前美国情报或军事机构成员提起诉讼，指控他们入侵了一名知名沙特人权活动家的iPhone。该诉讼是代表Loujain al-Hathloul提起的，她声称自己是DarkMatter和阿联酋在阿拉伯之春抗议活动后雇用的三名前美国情报人员策划的非法黑客行动的受害者之一。 这些前美国国家安全局特工--在诉讼中被称为ExpressVPN首席信息官Daniel Gerike、Marc Baier和Ryan Adams（三人皆为ExpressVPN前雇员）。EFF与Foley Hoag LLP和Boise Matthews LLP律师事务所一起提起诉讼，说这是一个 "明确的 "设备黑客案件，"DarkMatter特工在哈特鲁尔不知情的情况下骇入她的iPhone，植入恶意软件，造成了可怕的后果。"

## 其他
自2015年起，TorrentFreak已将ExpressVPN纳入其年度最佳VPN供应商的比较中。
在PCMag英国编辑Max Eddy于2017年5月所做的评论中，该服务的得分是4分（满分5分），虽然该服务不是最快的，但它 "肯定能保护你的数据免受小偷和间谍的侵害"。
PC World在2017年9月的评论中给该服务打了3.5分，赞扬它的软件易于使用，同时批评 "谁在经营该公司背后的保密性"。
2017年10月，TechRadar给该服务打了4星半（满分5星），称它是 "一项优质服务，有精心设计的客户，有充足的地点选择，性能可靠"。
2018年，网络安全网站Comparitech用11个流行的VPN服务测试了ExpressVPN的泄漏测试工具，发现每个VPN供应商都有泄漏，只有ExpressVPN除外。然而，他们澄清说："公平地说，ExpressVPN建立了测试工具，并在这篇文章发表之前将其应用于自己的VPN应用程序，所以它已经修补了最初检测到的泄漏。"。
该服务在2019年7月的审查中获得了VPNSelector的4.5颗星，在VPN供应商中排在第一位。
2020年，TechRadar将ExpressVPN评为编辑的选择。
2021年，TechRadar和CNET将该服务命名为编辑选择 。